# Allmänna Idrottsklubben Fotboll 2012
Questa voce raccoglie le informazioni riguardanti l'Allmänna Idrottsklubben Fotboll, meglio conosciuto come AIK, nelle competizioni ufficiali della stagione 2012.

## Maglie e sponsor
Lo sponsor tecnico per la stagione 2012 è Adidas, mentre il main sponsor ufficiale è la marca di birra Åbro. La prima divisa presenta una maglia nera con inserti gialli, pantaloncini bianchi (talvolta neri) e calzettoni gialloneri. La divisa di riserva è bianca con inserti gialloneri, pantaloncini bianchi e calzettoni bianchi.

L'ultima partita di campionato disputata al Råsunda prima della sua demolizione è stata giocata dall'AIK con una divisa rétro, ispirata a quella indossata nella prima apparizione in quello stadio nel 1937.
| Casa | Trasferta |

## Rosa
| N. |                       | Ruolo | Calciatore                          |
| -- | --------------------- | ----- | ----------------------------------- |
| 2  | Svezia (bandiera)     | D     | Niklas Backman                      |
| 3  | Svezia (bandiera)     | D     | Per Karlsson                        |
| 4  | Svezia (bandiera)     | D     | Nils-Eric Johansson (vice capitano) |
| 5  | Svezia (bandiera)     | C     | Robert Åhman Persson                |
| 6  | Svezia (bandiera)     | D     | Alexander Milošević                 |
| 7  | Islanda (bandiera)    | C     | Helgi Daníelsson                    |
| 8  | Svezia (bandiera)     | C     | Daniel Tjernström (capitano)        |
| 9  | Svezia (bandiera)     | C     | Martin Mutumba                      |
| 10 | Costa Rica (bandiera) | C     | Celso Borges                        |
| 11 | Togo (bandiera)       | C     | Lalawélé Atakora                    |
| 13 | Canada (bandiera)     | P     | Kenny Stamatopoulos                 |
| 15 | Svezia (bandiera)     | C     | Robin Quaison                       |

| N. |                         | Ruolo | Calciatore         |
| -- | ----------------------- | ----- | ------------------ |
| 16 | Svezia (bandiera)       | D     | Martin Lorentzson  |
| 19 | Sierra Leone (bandiera) | A     | Alhassan Kamara    |
| 20 | Ghana (bandiera)        | C     | Ibrahim Moro       |
| 21 | Svezia (bandiera)       | A     | Pontus Engblom     |
| 22 | Ghana (bandiera)        | A     | Kwame Karikari     |
| 24 | Svezia (bandiera)       | C     | Daniel Gustavsson  |
| 27 | Croazia (bandiera)      | P     | Ivan Turina        |
| 28 | Svezia (bandiera)       | A     | Viktor Lundberg    |
| 29 | Svezia (bandiera)       | C     | Gabriel Özkan      |
| 36 | Svezia (bandiera)       | A     | Henok Goitom       |
| 45 | Svezia (bandiera)       | D     | Daniel Majstorović |
| 75 | Sierra Leone (bandiera) | A     | Mohamed Bangura    |

## Risultati

### Allsvenskan

#### Girone di andata
| Solna 1º aprile 2012, ore 14:00 1ª giornata | AIK                      | 0 – 0 referto | Mjällby | Råsunda\| Arbitro: \| Michael Lerjéus (Skövde) \| |
| Arbitro:                                    | Michael Lerjéus (Skövde) |               |         |                                                   |

| Arbitro: | Markus Strömbergsson (Gävle) |

|                |           |                        |
| Söderqvist 84’ | Marcatori | 22’ Mutumba 90’ Borges |

| Arbitro: | Jonas Eriksson (Sigtuna) |

|             |           |               |
| Engblom 68’ | Marcatori | 90+3’ Jónsson |

| Arbitro: | Michael Lerjéus (Skövde) |

|  |           |             |
|  | Marcatori | 22’ Atakora |

| Arbitro: | Stefan Johannesson (Täby) |

|               |           |            |
| Milošević 15’ | Marcatori | 60’ Walker |

| Arbitro: | Jonas Eriksson (Sigtuna) |

|  |           |           |
|  | Marcatori | 1’ Borges |

| Helsingborg 2 maggio 2012, ore 19:05 7ª giornata | Helsingborg              | 0 – 0 referto | AIK | Olympia\| Arbitro: \| Martin Hansson (Holmsjö) \| |
| Arbitro:                                         | Martin Hansson (Holmsjö) |               |     |                                                   |

| Arbitro: | Stefan Johannesson (Täby) |

|                     |           |                |
| Pedersen 89’ (aut.) | Marcatori | 60’ Gustafsson |

| Arbitro: | Martin Strömbergsson (Gävle) |

|         |           |  |
| Elm 74’ | Marcatori |  |

| Arbitro: | Markus Strömbergsson (Gävle) |

|                            |           |                         |
| Saeid 33’ Atashkadeh 90+2’ | Marcatori | 21’ Borges 57’ Lundberg |

| Arbitro: | Michael Lerjéus (Skövde) |

|                                                                       |           |                              |
| Gustavsson 18’ Lundberg 21’ Lorentzson 33’ Quaison 53’ Gustavsson 77’ | Marcatori | 4’ Þorvaldsson 17’ Ajdarević |

| Arbitro: | Andreas Ekberg (Lund) |

|                |           |  |
| Lundberg 90+2’ | Marcatori |  |

| Arbitro: | Martin Hansson (Holmsjö) |

|                                                     |           |  |
| Figueiredo 15’ Durmaz 29’ Durmaz 40’ Figueiredo 42’ | Marcatori |  |

| Arbitro: | Daniel Stålhammar (Landskrona) |

|                                 |           |          |
| Borges 3’ Quaison 5’ Borges 57’ | Marcatori | 6’ Waris |

| Arbitro: | Martin Strömbergsson (Gävle) |

|                          |           |  |
| Eriksson 75’ Prodell 81’ | Marcatori |  |

#### Girone di ritorno
| Arbitro: | Andreas Ekberg (Lund) |

|                |           |  |
| Lorentzson 43’ | Marcatori |  |

| Arbitro: | Markus Strömbergsson (Gävle) |

|  |           |                          |
|  | Marcatori | 85’ (rig.) Åhman Persson |

| Arbitro: | Michael Lerjéus (Skövde) |

|              |           |                        |
| Karikari 80’ | Marcatori | 29’ Arajuuri 47’ Dauda |

| Arbitro: | Martin Hansson (Holmsjö) |

|                                           |           |  |
| Karikari 42’ Mutumba 49’ Gustavsson 90+3’ | Marcatori |  |

| Arbitro: | Martin Hansson (Holmsjö) |

|  |           |              |
|  | Marcatori | 82’ Karikari |

| Arbitro: | Martin Strömbergsson (Gävle) |

|                             |           |          |
| Lorentzson 76’ Borges 90+2’ | Marcatori | 9’ Accam |

| Arbitro: | Jonas Eriksson (Sigtuna) |

|  |           |                                     |
|  | Marcatori | 49’ Karikari 71’ Bangura 86’ Borges |

| Arbitro: | Michael Lerjéus (Skövde) |

|                                 |           |                         |
| Þorvaldsson 72’ Þorvaldsson 87’ | Marcatori | 20’ Borges 84’ Karikari |

| Arbitro: | Martin Hansson (Holmsjö) |

|                |           |              |
| Lorentzson 56’ | Marcatori | 24’ Claesson |

| Arbitro: | Michael Lerjéus (Skövde) |

|                           |           |                                      |
| Skúlason 32’ Forsberg 49’ | Marcatori | 18’ Bangura 71’ Bangura 75’ Lundberg |

| Arbitro: | Andreas Ekberg (Lund) |

|  |           |             |
|  | Marcatori | 90+2’ Orlov |

| Arbitro: | Michael Lerjéus (Skövde) |

|  |           |             |
|  | Marcatori | 15’ Backman |

| Arbitro: | Martin Hansson (Holmsjö) |

|            |           |           |
| Goitom 60’ | Marcatori | 42’ Touma |

| Arbitro: | Stefan Johannesson (Täby) |

|             |           |                |
| Lewicki 14’ | Marcatori | 45’ Daníelsson |

| Arbitro: | Jonas Eriksson (Sigtuna) |

|                          |           |  |
| Bangura 33’ Lundberg 62’ | Marcatori |  |

### Svenska Cupen
| Arbitro: | Magnus Lindgren (Göteborg) |

|  |           |              |
|  | Marcatori | 38’ Lundberg |

### UEFA Europa League 2012-2013

#### Turni preliminari
| Arbitro: | Wim Smet |

|              |           |              |
| Lundberg 56’ | Marcatori | 40’ Guðnason |

| Arbitro: | Simon Lee Evans |

|  |           |                |
|  | Marcatori | 40’ Lorentzson |

| Arbitro: | Marco Fritz |

|                                        |           |  |
| Lorentzson 60’ Borges 78’ Lundberg 86’ | Marcatori |  |

| Arbitro: | Libor Kovařík |

|             |           |  |
| Możdżeń 72’ | Marcatori |  |

#### Play-off
| Arbitro: | Kevin Blom |

|  |           |           |
|  | Marcatori | 61’ Honda |

| Arbitro: | Ovidiu Alin Hațegan |

|  |           |                              |
|  | Marcatori | 6’ Karikari 90+3’ Lorentzson |

#### Fase a gironi
| Arbitro: | Clément Turpin |

|                                                |           |  |
| Vargas 6’ Vargas 46’ Vargas 69’ Džemaili 90+1’ | Marcatori |  |

| Arbitro: | Ivan Kružliak |

|                            |           |                                        |
| Daníelsson 5’ Goitom 45+1’ | Marcatori | 41’ Kalinić 74’ Mandzjuk 83’ Selezn'ov |

| Arbitro: | Emir Alecković |

|          |           |              |
| Lens 80’ | Marcatori | 61’ Karikari |

| Arbitro: | Maksim Layushkin |

|             |           |  |
| Bangura 12’ | Marcatori |  |

| Arbitro: | Ovidiu Alin Hațegan |

|                |           |                                  |
| Daníelsson 35’ | Marcatori | 20’ Džemaili 90+3’ (rig.) Cavani |

| Arbitro: | Stephan Studer |

|                                                          |           |  |
| Kalinić 20’ (rig.) Zozulja 39’ Zozulja 52’ Kravčenko 86’ | Marcatori |  |

### Supercoppa di Svezia
| Arbitro: | Markus Strömbergsson (Gävle) |

|                             |           |  |
| Bouaouzan 58’ Bouaouzan 70’ | Marcatori |  |